# Tsundue Pema Lhamo

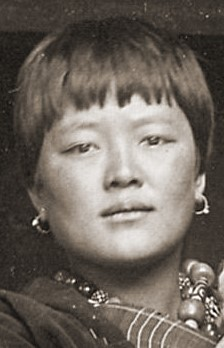
Tsundue Pema Lhamo. ca. 1905.

Ashi Tsundue Pema Lhamo (bhutanisch ཙུན་འདུས་པདྨ་ལྷ་མོ།; geb. 1886, Kurto, Khoma; gest. 1922) war die erste Königingemahlin von Bhutan.

## Leben
Tsundue Pema Lhamo wurde 1886 in Kurto (ཀུར་སྟོད་), Khoma geboren. Sie war die Tochter von Kunzang Thinley, dem 18. und 20. Dzongpen des Distrikt Thimphu, und seiner Frau Sangay Drolma, einer adligen Dame aus Kurto, Khoma.
Ihr Vater war ein Cousin ersten Grades des ersten Druk Gyalpo, Ugyen Wangchuck (ihres späteren Ehemannes).
Sie hatte einen Bruder, Ugyen Thinley Dorji (1906–1949), den 8. Trülku des Gangtey-Klosters und gehört zu den Clans der Peling und der Nyö.

## Ehe und Familie
Tsundue Pema Lhamo wurde 1901 als vierte Ehefrau mit dem damaligen Gongsar Ugyen Wangchuck verheiratet. Die Hochzeitszeremonie wurde im Wangducholing Palace in Bumthang durchgeführt. Sie war zu dem Zeitpunkt 15 Jahre alt. Anfangs führte sie den Titel Maharani.
Ihre Kinder mit dem ersten Druk Gyalpo waren:
- Dasho N. Wangchuck (1903, als Kleinkind verstorben).[4]
- Jigme Wangchuck (1905–1952, der 2. Druk Gyalpo).
- Druk Gyalsey Gyurme Dorji (1911–1933). Unverheiratet und ohne Nachkommen.
- Druk Gyalsem Kencho Wangmo (1914–ca. 1975). Sie besuchte die Bumthang-Palastschule. Sie war eine große Förderin traditioneller Künste und religiöser Institutionen, Lyrikerin und Komponistin von Boedra-Liedern. Später wurde sie buddhistische Nonne und starb unverheiratet im Kloster Jangchubling.[5]
- Druk Gyalsey Karma Thinley Lhundrub (1917–1949), Dronyer (Chief of protocol). Verstarb unverheiratet im Kloster Jangchubling (Gangzur, སྒང་ཟུར་).

## Königin von Bhutan
Als erste Queen consort von Bhutan, war Tsundue Pema Lhamo sehr fromm und eine große Förderin des Buddhismus. Sie war die einzige Frau im Distrikt Bumthang, auf deren Handgelenk das Armband von Yeshe Tsogyal passte.
Sie starb im April 1922 im Wangducholing Palace.
| Vorgänger | Amt                                        | Nachfolger      |
| --------- | ------------------------------------------ | --------------- |
| —         | Königin von Bhutan Queen Consort 1907–1922 | Phuntsho Choden |